# チャールズ・ウィリアム・ミッチェル
チャールズ・ウィリアム・ミッチェル（英: Charles William Mitchell, 1854年 - 1903年）は、イギリス、ニューカッスル・アポン・タイン出身のラファエル前派の画家。同時代のジョン・ウィリアム・ウォーターハウスの作品とミッチェルの作品は多くの点で共通している。彼の著名な作品の一つは1885年に発表された古代ギリシャの女性哲学者を描いた『ヒュパティア』で、おそらくチャールズ・キングズリーの1853年に出版された小説『ヒュパティア 古い相貌の新たなる論敵』から影響を受けている。この絵画は現在レイン・アート・ギャラリーに所蔵されている。

## ギャラリー

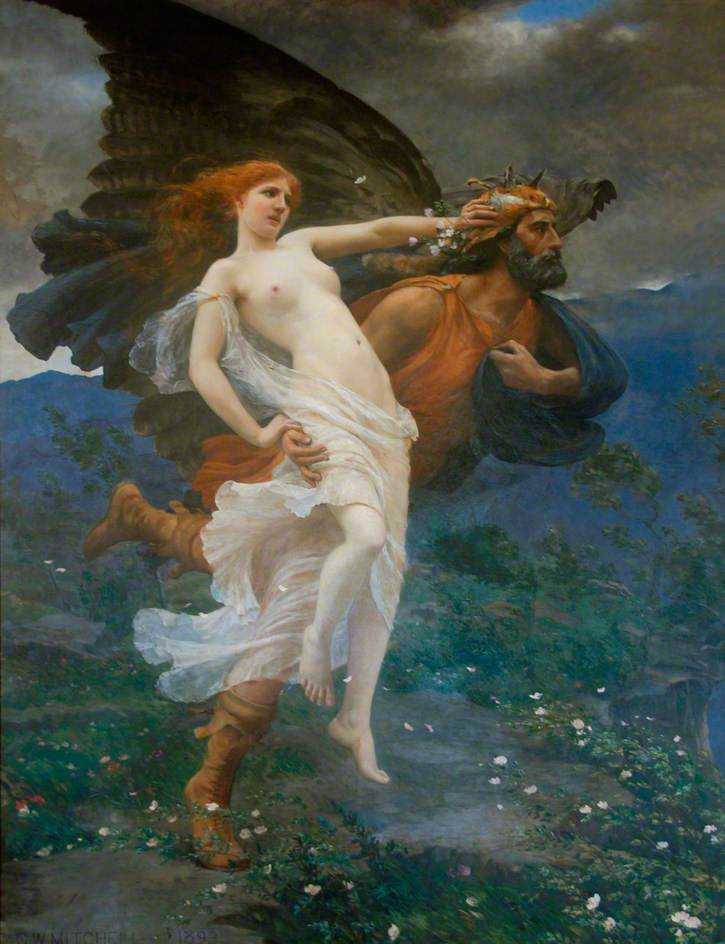
『オレイテュイアとともに飛翔するボレアス』1893年
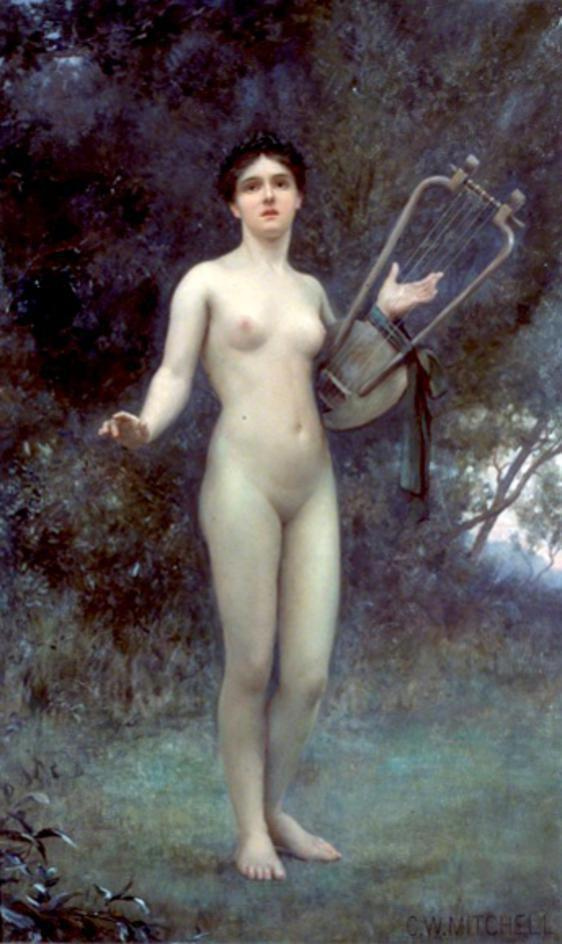
『歌の精霊』 レイン・アート・ギャラリー所蔵